# روب هاميل
روب هاميل (بالإنجليزية: Rob Hamill)‏ هو مجدف نيوزيلندي، ولد في 4 يناير 1964 في واكتاني ‏ في نيوزيلندا.

## وصلات خارجية
- روب هاميل على موقع الاتحاد الدولي للتجديف (الإنجليزية)
- روب هاميل على موقع اللجنة الأولمبية الدولية (الإنجليزية)
- روب هاميل على موقع أوليمبيديا (الإنجليزية)
- روب هاميل على موقع اللجنة الأولمبية النيوزيلندية (الإنجليزية)